# NGC 4607
NGC 4607 (również PGC 42544 lub UGC 7843) – galaktyka spiralna z poprzeczką (SBb), znajdująca się w gwiazdozbiorze Panny. Odkrył ją 24 kwietnia 1854 roku R.J. Mitchell – asystent Williama Parsonsa. Należy do Gromady w Pannie.